# 元号一覧 (日本)
日本の元号一覧（にほんのげんごういちらん）は、和暦でこれまでに使用された日本の元号の一覧である。2019年5月1日以降は令和が使用されている。

## 概要
- 明治以前の元号については読み方が明示されなかった[注釈 1]ため、下記に示した読み方は例示である。
- 令和は248個目の元号である。
- カッコ内の西暦は、飛鳥時代から「天正」の始期（元亀4年7月28日/1573年8月25日）まではユリウス暦で、「天正」の終期（天正20年12月8日/1593年1月10日）以降はグレゴリオ暦で表記している。これは、ヨーロッパのカトリック諸国で、天正年間に当たる1582年（天正10年）に、従来のユリウス暦に代えてグレゴリオ暦が導入されたためである[注釈 2]。
- 改元の日付は、平成は翌日改元、令和は翌月改元であり、最初の大化も公布翌月の実施と見られるが、白雉から明治までの多くは当年（年初）から改元する年初改元、大正・昭和は当日（日初）から改元する当日改元だった。これらは過去にさかのぼって改元するため、各元号の有効な期間は、

1. その後の文書で当時の日付に言及する場合
2. 当時の文書でそのときの日付に言及した場合

のいずれかで異なる。この表の日付は主に後者であり、年初改元や当日改元は遡時を無視して改元公布の瞬間を元号の切り替わりとみなしている。すなわち、当日は新旧双方の元号に（一部ずつが）属す。しかしこれは（改元後の）公的な扱いとは異なる。法令や標準が整備されている明治以降に関しては、公文書等で使われる、前者の日付も記すこととする。これでは、新元号は当年初めまたは当日初めにさかのぼって始まり、旧元号はその前日に終わっている。
- 使用期間が最短の元号は暦仁で74日間、最長の元号は昭和で62年14日間（22,660日間）であり、最長の元号（昭和）は最短の元号（暦仁）の約306倍の期間使用された。

## 元号一覧

### 飛鳥時代
| 元号名 | 元号名     | 期間                                 | 期間                                 | 年数 | 天皇名                                     | 改元理由                                     |
| 漢字 | 読み       | 始期                                 | 終期                                 | 年数 | 天皇名                                     | 改元理由                                     |
| --- | ---------- | ------------------------------------ | ------------------------------------ | ---- | ------------------------------------------ | -------------------------------------------- |
| - | -          | 崇峻天皇5年12月8日 （593年1月15日）  | 皇極天皇4年6月30日 （645年7月28日）  | 53年 | 推古天皇                                   | 皇極天皇まで元号は無い。                     |
| - | -          | 崇峻天皇5年12月8日 （593年1月15日）  | 皇極天皇4年6月30日 （645年7月28日）  | 53年 | 舒明天皇                                   | 皇極天皇まで元号は無い。                     |
| - | -          | 崇峻天皇5年12月8日 （593年1月15日）  | 皇極天皇4年6月30日 （645年7月28日）  | 53年 | 皇極天皇                                   | 皇極天皇まで元号は無い。                     |
| 大化 | たいか     | 大化元年7月1日 （645年7月29日）      | 大化6年2月15日 （650年3月22日）      | 6年  | 孝徳天皇                                   | 天下安寧・政化敷行による改元。               |
| 白雉 | はくち     | 白雉元年2月15日 （650年3月22日）     | 白雉5年12月30日 （655年2月11日）     | 5年  | 孝徳天皇                                   | 穴戸国の国司が白雉を献上した祥瑞による改元。 |
| 白雉 | びゃくち   | 白雉元年2月15日 （650年3月22日）     | 白雉5年12月30日 （655年2月11日）     | 5年  | 孝徳天皇                                   | 穴戸国の国司が白雉を献上した祥瑞による改元。 |
| 白雉 | しらきぎす | 白雉元年2月15日 （650年3月22日）     | 白雉5年12月30日 （655年2月11日）     | 5年  | 孝徳天皇                                   | 穴戸国の国司が白雉を献上した祥瑞による改元。 |
| - | -          | 斉明天皇元年1月1日 （655年2月12日）  | 天武天皇15年7月20日 （686年8月14日） | 32年 | 斉明天皇                                   | 斉明天皇の重祚により元号は中断する。         |
| - | -          | 斉明天皇元年1月1日 （655年2月12日）  | 天武天皇15年7月20日 （686年8月14日） | 32年 | 天智天皇                                   | 斉明天皇の重祚により元号は中断する。         |
| - | -          | 斉明天皇元年1月1日 （655年2月12日）  | 天武天皇15年7月20日 （686年8月14日） | 32年 | 弘文天皇                                   | 斉明天皇の重祚により元号は中断する。         |
| - | -          | 斉明天皇元年1月1日 （655年2月12日）  | 天武天皇15年7月20日 （686年8月14日） | 32年 | 天武天皇                                   | 斉明天皇の重祚により元号は中断する。         |
| 朱鳥 | しゅちょう | 天武天皇15年7月20日 （686年8月14日） | 朱鳥元年閏12月30日 （687年2月17日）  | 1年  | 天武天皇の病気平癒を祈願した改元か。       |                                              |
| 朱鳥 | すちょう   | 天武天皇15年7月20日 （686年8月14日） | 朱鳥元年閏12月30日 （687年2月17日）  | 1年  | 天武天皇の病気平癒を祈願した改元か。       |                                              |
| 朱鳥 | あかみとり | 天武天皇15年7月20日 （686年8月14日） | 朱鳥元年閏12月30日 （687年2月17日）  | 1年  | 天武天皇の病気平癒を祈願した改元か。       |                                              |
| - | -          | 持統天皇元年1月1日 （687年2月18日）  | 文武天皇5年3月21日 （701年5月3日）   | 15年 | 持統天皇                                   | 天武天皇の崩御の翌年から元号は中断する。     |
| - | -          | 持統天皇元年1月1日 （687年2月18日）  | 文武天皇5年3月21日 （701年5月3日）   | 15年 | 文武天皇                                   | 天武天皇の崩御の翌年から元号は中断する。     |
| 大宝 | たいほう   | 文武天皇5年3月21日 （701年5月3日）   | 大宝4年5月10日 （704年6月16日）      | 4年  | 対馬国から金が献上された事による改元。     |                                              |
| 大宝 | だいほう   | 文武天皇5年3月21日 （701年5月3日）   | 大宝4年5月10日 （704年6月16日）      | 4年  | 対馬国から金が献上された事による改元。     |                                              |
| 慶雲 | けいうん   | 慶雲元年5月10日 （704年6月16日）     | 慶雲5年1月11日 （708年2月7日）       | 5年  | 西楼上に慶雲を見た祥瑞による改元。         |                                              |
| 慶雲 | きょううん | 慶雲元年5月10日 （704年6月16日）     | 慶雲5年1月11日 （708年2月7日）       | 5年  | 西楼上に慶雲を見た祥瑞による改元。         | 元明天皇                                     |
| 和銅 | わどう     | 和銅元年1月11日 （708年2月7日）      | 和銅8年9月2日 （715年10月3日）       | 8年  | 武蔵国より和銅が献上された祥瑞による改元。 | 元明天皇                                     |
| 「大化」は皇極天皇4年6月19日（645年7月17日）以後30日以前に公布され、翌月1日から実施されたと考えられるが、史書によって記述が一定しないため、正確な始期は不明となる。 |            |                                      |                                      |      |                                            |                                              |

### 奈良時代
| 元号名   | 元号名               | 期間                                 | 期間                                 | 年数 | 天皇名                   | 改元理由                                                                                           |
| 漢字     | 読み                 | 始期                                 | 終期                                 | 年数 | 天皇名                   | 改元理由                                                                                           |
| -------- | -------------------- | ------------------------------------ | ------------------------------------ | ---- | ------------------------ | -------------------------------------------------------------------------------------------------- |
| 霊亀     | れいき               | 霊亀元年9月2日 （715年10月3日）      | 霊亀3年11月17日 （717年12月24日）    | 3年  | 元正天皇                 | 元正天皇の即位、左京職より瑞亀が献上された祥瑞による改元。                                         |
| 養老     | ようろう             | 養老元年11月17日 （717年12月24日）   | 養老8年2月4日 （724年3月3日）        | 8年  | 元正天皇                 | 美濃国の美泉の祥瑞による改元。                                                                     |
| 神亀     | じんき               | 神亀元年2月4日 （724年3月3日）       | 神亀6年8月5日 （729年9月2日）        | 6年  | 聖武天皇                 | 白亀を献上された祥瑞による改元。                                                                   |
| 天平     | てんぴょう           | 天平元年8月5日 （729年9月2日）       | 天平21年4月14日 （749年5月4日）      | 21年 | 聖武天皇                 | 左京職が背に「天王貴平知百年」と文のある亀を献上した祥瑞による改元。天平はてんびょうとも読む。     |
| 天平感宝 | てんぴょうかんぽう   | 天平感宝元年4月14日 （749年5月4日）  | 天平感宝元年7月2日 （749年8月19日）  | 1年  | 聖武天皇                 | 陸奥国から黄金を献上された祥瑞による改元。                                                         |
| 天平勝宝 | てんぴょうしょうほう | 天平勝宝元年7月2日 （749年8月19日）  | 天平勝宝9年8月18日 （757年9月6日）   | 9年  | 孝謙天皇                 | 孝謙天皇即位による改元。                                                                           |
| 天平宝字 | てんぴょうほうじ     | 天平宝字元年8月18日 （757年9月6日）  | 天平宝字9年1月7日 （765年2月1日）    | 9年  | 孝謙天皇                 | 宮中で蚕が「五月八日開下帝釋標知天皇命百年息」の文字を成し、駿河国でも瑞字を生じた祥瑞による改元。 |
| 天平宝字 | てんぴょうほうじ     | 天平宝字元年8月18日 （757年9月6日）  | 天平宝字9年1月7日 （765年2月1日）    | 9年  | 淳仁天皇                 | 宮中で蚕が「五月八日開下帝釋標知天皇命百年息」の文字を成し、駿河国でも瑞字を生じた祥瑞による改元。 |
| 天平宝字 | てんぴょうほうじ     | 天平宝字元年8月18日 （757年9月6日）  | 天平宝字9年1月7日 （765年2月1日）    | 9年  | 称徳天皇                 | 宮中で蚕が「五月八日開下帝釋標知天皇命百年息」の文字を成し、駿河国でも瑞字を生じた祥瑞による改元。 |
| 天平神護 | てんぴょうじんご     | 天平神護元年1月7日 （765年2月1日）   | 天平神護3年8月16日 （767年9月13日）  | 3年  | 称徳天皇重祚による改元。 | |
| 神護景雲 | じんごけいうん       | 神護景雲元年8月16日 （767年9月13日） | 神護景雲4年10月1日 （770年10月23日） | 4年  | 慶雲の祥瑞による改元。   | |
| 宝亀     | ほうき               | 宝亀元年10月1日 （770年10月23日）    | 宝亀12年1月1日 （781年1月30日）      | 12年 | 光仁天皇                 | 肥後国より白亀が献上された祥瑞による改元。                                                         |
| 天応     | てんおう             | 天応元年1月1日 （781年1月30日）      | 天応2年8月19日 （782年9月30日）      | 2年  | 光仁天皇                 | 美雲の祥瑞による改元。                                                                             |
| 天応     | てんのう             | 天応元年1月1日 （781年1月30日）      | 天応2年8月19日 （782年9月30日）      | 2年  | 桓武天皇                 | 美雲の祥瑞による改元。                                                                             |
| 延暦     | えんりゃく           | 延暦元年8月19日 （782年9月30日）     | 延暦25年5月18日 （806年6月8日）      | 25年 | 桓武天皇                 | 桓武天皇践祚による改元。                                                                           |

### 平安時代
| 元号名 | 元号名       | 期間                               | 期間                               | 年数 | 天皇名                                                                                                   | 改元理由                 |
| 漢字 | 読み         | 始期                               | 終期                               | 年数 | 天皇名                                                                                                   | 改元理由                 |
| --- | ------------ | ---------------------------------- | ---------------------------------- | ---- | --- | ------------------------ |
| 大同 | だいどう     | 延暦25年5月18日 （806年6月8日）    | 大同5年9月19日 （810年10月20日）   | 5年  | 平城天皇                                                                                                 | 平城天皇践祚による改元。 |
| 大同 | だいどう     | 延暦25年5月18日 （806年6月8日）    | 大同5年9月19日 （810年10月20日）   | 5年  | 嵯峨天皇                                                                                                 | 平城天皇践祚による改元。 |
| 弘仁 | こうにん     | 大同5年9月19日 （810年10月20日）   | 弘仁15年1月5日 （824年2月8日）     | 15年 | 嵯峨天皇践祚による改元。                                                                                 |                          |
| 弘仁 | こうにん     | 大同5年9月19日 （810年10月20日）   | 弘仁15年1月5日 （824年2月8日）     | 15年 | 嵯峨天皇践祚による改元。                                                                                 | 淳和天皇                 |
| 天長 | てんちょう   | 弘仁15年1月5日 （824年2月8日）     | 天長11年1月3日 （834年2月14日）    | 11年 | 仁明天皇践祚による改元。仁明天皇の践祚に伴い、天皇の即位を意味する改元が行われ、新しい年号が定められた。 |                          |
| 天長 | てんちょう   | 弘仁15年1月5日 （824年2月8日）     | 天長11年1月3日 （834年2月14日）    | 11年 | 仁明天皇践祚による改元。仁明天皇の践祚に伴い、天皇の即位を意味する改元が行われ、新しい年号が定められた。 | 仁明天皇                 |
| 承和 | じょうわ     | 天長11年1月3日 （834年2月14日）    | 承和15年6月13日 （848年7月16日）   | 15年 | 仁明天皇践祚による改元。                                                                                 |                          |
| 承和 | しょうわ     | 天長11年1月3日 （834年2月14日）    | 承和15年6月13日 （848年7月16日）   | 15年 | 仁明天皇践祚による改元。                                                                                 |                          |
| 嘉祥 | かしょう     | 承和15年6月13日 （848年7月16日）   | 嘉祥4年4月28日 （851年6月1日）     | 4年  | 豊後国から白亀が献じられた瑞祥による改元。                                                               |                          |
| 嘉祥 | かじょう     | 承和15年6月13日 （848年7月16日）   | 嘉祥4年4月28日 （851年6月1日）     | 4年  | 豊後国から白亀が献じられた瑞祥による改元。                                                               | 文徳天皇                 |
| 仁寿 | にんじゅ     | 嘉祥4年4月28日 （851年6月1日）     | 仁寿4年11月30日 （854年12月23日）  | 4年  | 文徳天皇即位、白亀・甘露の瑞祥による改元。                                                               | 文徳天皇                 |
| 斉衡 | さいこう     | 仁寿4年11月30日 （854年12月23日）  | 斉衡4年2月21日 （857年3月20日）    | 4年  | 石見国から醴泉の瑞を献上された事による改元。                                                             | 文徳天皇                 |
| 天安 | てんあん     | 斉衡4年2月21日 （857年3月20日）    | 天安3年4月15日 （859年5月20日）    | 3年  | 美作国・常陸国両国より白鹿、連理の樹が献上された祥瑞による改元。                                         | 文徳天皇                 |
| 天安 | てんなん     | 斉衡4年2月21日 （857年3月20日）    | 天安3年4月15日 （859年5月20日）    | 3年  | 美作国・常陸国両国より白鹿、連理の樹が献上された祥瑞による改元。                                         | 清和天皇                 |
| 貞観 | じょうがん   | 天安3年4月15日 （859年5月20日）    | 貞観19年4月16日 （877年6月1日）    | 19年 | 清和天皇践祚による改元。                                                                                 | 清和天皇                 |
| 貞観 | じょうがん   | 天安3年4月15日 （859年5月20日）    | 貞観19年4月16日 （877年6月1日）    | 19年 | 清和天皇践祚による改元。                                                                                 | 陽成天皇                 |
| 元慶 | がんぎょう   | 貞観19年4月16日 （877年6月1日）    | 元慶9年2月21日 （885年3月11日）    | 9年  | 陽成天皇践祚、白雉・白鹿献上の瑞祥による改元。                                                           |                          |
| 元慶 | がんぎょう   | 貞観19年4月16日 （877年6月1日）    | 元慶9年2月21日 （885年3月11日）    | 9年  | 陽成天皇践祚、白雉・白鹿献上の瑞祥による改元。                                                           | 光孝天皇                 |
| 仁和 | にんな       | 元慶9年2月21日 （885年3月11日）    | 仁和5年4月27日 （889年5月30日）    | 5年  | 光孝天皇践祚による改元。                                                                                 |                          |
| 仁和 | にんわ       | 元慶9年2月21日 （885年3月11日）    | 仁和5年4月27日 （889年5月30日）    | 5年  | 光孝天皇践祚による改元。                                                                                 | 宇多天皇                 |
| 寛平 | かんぴょう   | 仁和5年4月27日 （889年5月30日）    | 寛平10年4月26日 （898年5月20日）   | 10年 | 宇多天皇践祚による改元。                                                                                 | 宇多天皇                 |
| 寛平 | かんぺい     | 仁和5年4月27日 （889年5月30日）    | 寛平10年4月26日 （898年5月20日）   | 10年 | 宇多天皇践祚による改元。                                                                                 | 宇多天皇                 |
| 寛平 | かんへい     | 仁和5年4月27日 （889年5月30日）    | 寛平10年4月26日 （898年5月20日）   | 10年 | 宇多天皇践祚による改元。                                                                                 | 醍醐天皇                 |
| 昌泰 | しょうたい   | 寛平10年4月26日 （898年5月20日）   | 昌泰4年7月15日 （901年8月31日）    | 4年  | 醍醐天皇践祚による改元。                                                                                 | 醍醐天皇                 |
| 延喜 | えんぎ       | 昌泰4年7月15日 （901年8月31日）    | 延喜23年閏4月11日 （923年5月29日） | 23年 | 辛酉革命、天変による改元。                                                                               | 醍醐天皇                 |
| 延長 | えんちょう   | 延喜23年閏4月11日 （923年5月29日） | 延長9年4月26日 （931年5月16日）    | 9年  | 水潦、疾疫による改元。                                                                                   | 醍醐天皇                 |
| 延長 | えんちょう   | 延喜23年閏4月11日 （923年5月29日） | 延長9年4月26日 （931年5月16日）    | 9年  | 水潦、疾疫による改元。                                                                                   | 朱雀天皇                 |
| 承平 | じょうへい   | 延長9年4月26日 （931年5月16日）    | 承平8年5月22日 （938年6月22日）    | 8年  | 朱雀天皇践祚による改元。                                                                                 |                          |
| 承平 | しょうへい   | 延長9年4月26日 （931年5月16日）    | 承平8年5月22日 （938年6月22日）    | 8年  | 朱雀天皇践祚による改元。                                                                                 |                          |
| 天慶 | てんぎょう   | 承平8年5月22日 （938年6月22日）    | 天慶10年4月22日 （947年5月15日）   | 10年 | 厄運、地震、御慎による改元。                                                                             |                          |
| 天慶 | てんきょう   | 承平8年5月22日 （938年6月22日）    | 天慶10年4月22日 （947年5月15日）   | 10年 | 厄運、地震、御慎による改元。                                                                             | 村上天皇                 |
| 天暦 | てんりゃく   | 天慶10年4月22日 （947年5月15日）   | 天暦11年10月27日 （957年11月21日） | 11年 | 村上天皇践祚による改元。                                                                                 | 村上天皇                 |
| 天徳 | てんとく     | 天暦11年10月27日 （957年11月21日） | 天徳5年2月16日 （961年3月5日）     | 5年  | 水旱による改元。                                                                                         | 村上天皇                 |
| 応和 | おうわ       | 天徳5年2月16日 （961年3月5日）     | 応和4年7月10日 （964年8月19日）    | 4年  | 辛酉革命、皇居火災などによる改元。                                                                       | 村上天皇                 |
| 康保 | こうほう     | 応和4年7月10日 （964年8月19日）    | 康保5年8月13日 （968年9月8日）     | 5年  | 甲子革令、旱魃による改元。                                                                               | 村上天皇                 |
| 康保 | こうほう     | 応和4年7月10日 （964年8月19日）    | 康保5年8月13日 （968年9月8日）     | 5年  | 甲子革令、旱魃による改元。                                                                               | 冷泉天皇                 |
| 安和 | あんな       | 康保5年8月13日 （968年9月8日）     | 安和3年3月25日 （970年5月3日）     | 3年  | 冷泉天皇践祚による改元。                                                                                 |                          |
| 安和 | あんわ       | 康保5年8月13日 （968年9月8日）     | 安和3年3月25日 （970年5月3日）     | 3年  | 冷泉天皇践祚による改元。                                                                                 | 円融天皇                 |
| 天禄 | てんろく     | 安和3年3月25日 （970年5月3日）     | 天禄4年12月20日 （974年1月16日）   | 4年  | 円融天皇践祚による改元。                                                                                 | 円融天皇                 |
| 天延 | てんえん     | 天禄4年12月20日 （974年1月16日）   | 天延4年7月13日 （976年8月11日）    | 4年  | 天変、地震による改元。                                                                                   | 円融天皇                 |
| 貞元 | じょうげん   | 天延4年7月13日 （976年8月11日）    | 貞元3年11月29日 （978年12月31日）  | 3年  | 火災、地震による改元。                                                                                   | 円融天皇                 |
| 天元 | てんげん     | 貞元3年11月29日 （978年12月31日）  | 天元6年4月15日 （983年5月29日）    | 6年  | 災変、陽五厄による改元。                                                                                 | 円融天皇                 |
| 永観 | えいかん     | 天元6年4月15日 （983年5月29日）    | 永観3年4月27日 （985年5月19日）    | 3年  | 干魃、皇居火災などによる改元。                                                                           | 円融天皇                 |
| 永観 | えいかん     | 天元6年4月15日 （983年5月29日）    | 永観3年4月27日 （985年5月19日）    | 3年  | 干魃、皇居火災などによる改元。                                                                           | 花山天皇                 |
| 寛和 | かんな       | 永観3年4月27日 （985年5月19日）    | 寛和3年4月5日 （987年5月5日）      | 3年  | 花山天皇践祚による改元。                                                                                 |                          |
| 寛和 | かんわ       | 永観3年4月27日 （985年5月19日）    | 寛和3年4月5日 （987年5月5日）      | 3年  | 花山天皇践祚による改元。                                                                                 | 一条天皇                 |
| 永延 | えいえん     | 寛和3年4月5日 （987年5月5日）      | 永延3年8月8日 （989年9月10日）     | 3年  | 一条天皇践祚による改元。                                                                                 | 一条天皇                 |
| 永祚 | えいそ       | 永延3年8月8日 （989年9月10日）     | 永祚2年11月7日 （990年11月26日）   | 2年  | 彗星、地震など天変災異による改元。                                                                       | 一条天皇                 |
| 正暦 | しょうりゃく | 永祚2年11月7日 （990年11月26日）   | 正暦6年2月22日 （995年3月25日）    | 6年  | 大風、天変による改元。                                                                                   | 一条天皇                 |
| 長徳 | ちょうとく   | 正暦6年2月22日 （995年3月25日）    | 長徳5年1月13日 （999年2月1日）     | 5年  | 疾疫、天変による改元。                                                                                   | 一条天皇                 |
| 長保 | ちょうほう   | 長徳5年1月13日 （999年2月1日）     | 長保6年7月20日 （1004年8月8日）    | 6年  | 天変、炎旱による改元。                                                                                   | 一条天皇                 |
| 寛弘 | かんこう     | 長保6年7月20日 （1004年8月8日）    | 寛弘9年12月25日 （1013年2月8日）   | 9年  | 天変地異による改元。                                                                                     | 一条天皇                 |
| 寛弘 | かんこう     | 長保6年7月20日 （1004年8月8日）    | 寛弘9年12月25日 （1013年2月8日）   | 9年  | 天変地異による改元。                                                                                     | 三条天皇                 |
| 長和 | ちょうわ     | 寛弘9年12月25日 （1013年2月8日）   | 長和6年4月23日 （1017年5月21日）   | 6年  | 三条天皇践祚による改元。                                                                                 |                          |
| 長和 | ちょうわ     | 寛弘9年12月25日 （1013年2月8日）   | 長和6年4月23日 （1017年5月21日）   | 6年  | 三条天皇践祚による改元。                                                                                 | 後一条天皇               |
| 寛仁 | かんにん     | 長和6年4月23日 （1017年5月21日）   | 寛仁5年2月2日 （1021年3月17日）    | 5年  | 後一条天皇践祚による改元。                                                                               |                          |
| 治安 | じあん       | 寛仁5年2月2日 （1021年3月17日）    | 治安4年7月13日 （1024年8月19日）   | 4年  | 辛酉革命による改元。                                                                                     |                          |
| 万寿 | まんじゅ     | 治安4年7月13日 （1024年8月19日）   | 万寿5年7月25日 （1028年8月18日）   | 5年  | 甲子革命による改元。                                                                                     |                          |
| 長元 | ちょうげん   | 万寿5年7月25日 （1028年8月18日）   | 長元10年4月21日 （1037年5月9日）   | 10年 | 疫病、炎旱による改元。                                                                                   |                          |
| 長元 | ちょうげん   | 万寿5年7月25日 （1028年8月18日）   | 長元10年4月21日 （1037年5月9日）   | 10年 | 疫病、炎旱による改元。                                                                                   | 後朱雀天皇               |
| 長暦 | ちょうりゃく | 長元10年4月21日 （1037年5月9日）   | 長暦4年11月10日 （1040年12月16日） | 4年  | 後朱雀天皇践祚による改元。                                                                               |                          |
| 長久 | ちょうきゅう | 長暦4年11月10日 （1040年12月16日） | 長久5年11月24日 （1044年12月16日） | 5年  | 災変、内裏焼失による改元。                                                                               |                          |
| 寛徳 | かんとく     | 長久5年11月24日 （1044年12月16日） | 寛徳3年4月14日 （1046年5月22日）   | 3年  | 疾疫、干魃による改元。                                                                                   |                          |
| 寛徳 | かんとく     | 長久5年11月24日 （1044年12月16日） | 寛徳3年4月14日 （1046年5月22日）   | 3年  | 疾疫、干魃による改元。                                                                                   | 後冷泉天皇               |
| 永承 | えいしょう   | 寛徳3年4月14日 （1046年5月22日）   | 永承8年1月11日 （1053年2月2日）    | 8年  | 後冷泉天皇践祚による改元。                                                                               |                          |
| 永承 | えいじょう   | 寛徳3年4月14日 （1046年5月22日）   | 永承8年1月11日 （1053年2月2日）    | 8年  | 後冷泉天皇践祚による改元。                                                                               |                          |
| 天喜 | てんぎ       | 永承8年1月11日 （1053年2月2日）    | 天喜6年8月29日 （1058年9月19日）   | 6年  | 天変、怪異による改元。                                                                                   |                          |
| 天喜 | てんき       | 永承8年1月11日 （1053年2月2日）    | 天喜6年8月29日 （1058年9月19日）   | 6年  | 天変、怪異による改元。                                                                                   |                          |
| 康平 | こうへい     | 天喜6年8月29日 （1058年9月19日）   | 康平8年8月2日 （1065年9月4日）     | 8年  | 大極殿、法成寺の火災による改元。                                                                         |                          |
| 治暦 | じりゃく     | 康平8年8月2日 （1065年9月4日）     | 治暦5年4月13日 （1069年5月6日）    | 5年  | 旱魃、三合厄による改元。                                                                                 |                          |
| 治暦 | じりゃく     | 康平8年8月2日 （1065年9月4日）     | 治暦5年4月13日 （1069年5月6日）    | 5年  | 旱魃、三合厄による改元。                                                                                 | 後三条天皇               |
| 延久 | えんきゅう   | 治暦5年4月13日 （1069年5月6日）    | 延久6年8月23日 （1074年9月16日）   | 6年  | 後三条天皇践祚による改元。                                                                               |                          |
| 延久 | えんきゅう   | 治暦5年4月13日 （1069年5月6日）    | 延久6年8月23日 （1074年9月16日）   | 6年  | 後三条天皇践祚による改元。                                                                               | 白河天皇                 |
| 承保 | じょうほう   | 延久6年8月23日 （1074年9月16日）   | 承保4年11月17日 （1077年12月5日）  | 4年  | 白河天皇践祚、三合厄による改元。                                                                         |                          |
| 承保 | しょうほう   | 延久6年8月23日 （1074年9月16日）   | 承保4年11月17日 （1077年12月5日）  | 4年  | 白河天皇践祚、三合厄による改元。                                                                         |                          |
| 承暦 | じょうりゃく | 承保4年11月17日 （1077年12月5日）  | 承暦5年2月10日 （1081年3月22日）   | 5年  | 旱魃、疱瘡の流行による改元。                                                                             |                          |
| 承暦 | しょうりゃく | 承保4年11月17日 （1077年12月5日）  | 承暦5年2月10日 （1081年3月22日）   | 5年  | 旱魃、疱瘡の流行による改元。                                                                             |                          |
| 永保 | えいほう     | 承暦5年2月10日 （1081年3月22日）   | 永保4年2月7日 （1084年3月15日）    | 4年  | 辛酉革命による改元。                                                                                     |                          |
| 応徳 | おうとく     | 永保4年2月7日 （1084年3月15日）    | 応徳4年4月7日 （1087年5月11日）    | 4年  | 甲子革令による改元。                                                                                     |                          |
| 応徳 | おうとく     | 永保4年2月7日 （1084年3月15日）    | 応徳4年4月7日 （1087年5月11日）    | 4年  | 甲子革令による改元。                                                                                     | 堀河天皇                 |
| 寛治 | かんじ       | 応徳4年4月7日 （1087年5月11日）    | 寛治8年12月15日 （1095年1月23日）  | 8年  | 堀河天皇践祚による改元。                                                                                 |                          |
| 嘉保 | かほう       | 寛治8年12月15日 （1095年1月23日）  | 嘉保3年12月17日 （1097年1月3日）   | 3年  | 疱瘡の流行による改元。                                                                                   |                          |
| 永長 | えいちょう   | 嘉保3年12月17日 （1097年1月3日）   | 永長2年11月21日 （1097年12月27日） | 2年  | 天変、地震（永長地震）による改元。                                                                       |                          |
| 承徳 | じょうとく   | 永長2年11月21日 （1097年12月27日） | 承徳3年8月28日 （1099年9月15日）   | 3年  | 天変、地震による改元。                                                                                   |                          |
| 承徳 | しょうとく   | 永長2年11月21日 （1097年12月27日） | 承徳3年8月28日 （1099年9月15日）   | 3年  | 天変、地震による改元。                                                                                   |                          |
| 康和 | こうわ       | 承徳3年8月28日 （1099年9月15日）   | 康和6年2月10日 （1104年3月8日）    | 6年  | 地震（康和地震）、疾病による改元。                                                                       |                          |
| 長治 | ちょうじ     | 康和6年2月10日 （1104年3月8日）    | 長治3年4月9日 （1106年5月13日）    | 3年  | 天変による改元。                                                                                         |                          |
| 嘉承 | かしょう     | 長治3年4月9日 （1106年5月13日）    | 嘉承3年8月3日 （1108年9月9日）     | 3年  | 彗星による改元。                                                                                         |                          |
| 嘉承 | かじょう     | 長治3年4月9日 （1106年5月13日）    | 嘉承3年8月3日 （1108年9月9日）     | 3年  | 彗星による改元。                                                                                         | 鳥羽天皇                 |
| 天仁 | てんにん     | 嘉承3年8月3日 （1108年9月9日）     | 天仁3年7月13日 （1110年7月31日）   | 3年  | 鳥羽天皇践祚による改元。                                                                                 | 鳥羽天皇                 |
| 天永 | てんえい     | 天仁3年7月13日 （1110年7月31日）   | 天永4年7月13日 （1113年8月25日）   | 4年  | 彗星の出現による改元。                                                                                   | 鳥羽天皇                 |
| 永久 | えいきゅう   | 天永4年7月13日 （1113年8月25日）   | 永久6年4月3日 （1118年4月25日）    | 6年  | 天変、兵革、疫疾などによる改元。                                                                         | 鳥羽天皇                 |
| 元永 | げんえい     | 永久6年4月3日 （1118年4月25日）    | 元永3年4月10日 （1120年5月9日）    | 3年  | 天変、疾疫による改元。                                                                                   | 鳥羽天皇                 |
| 保安 | ほうあん     | 元永3年4月10日 （1120年5月9日）    | 保安5年4月3日 （1124年5月18日）    | 5年  | 天変、厄運による改元。                                                                                   | 鳥羽天皇                 |
| 保安 | ほうあん     | 元永3年4月10日 （1120年5月9日）    | 保安5年4月3日 （1124年5月18日）    | 5年  | 天変、厄運による改元。                                                                                   | 崇徳天皇                 |
| 天治 | てんじ       | 保安5年4月3日 （1124年5月18日）    | 天治3年1月22日 （1126年2月15日）   | 3年  | 崇徳天皇践祚による改元。                                                                                 |                          |
| 大治 | だいじ       | 天治3年1月22日 （1126年2月15日）   | 大治6年1月29日 （1131年2月28日）   | 6年  | 疱瘡の流行による改元。                                                                                   |                          |
| 天承 | てんしょう   | 大治6年1月29日 （1131年2月28日）   | 天承2年8月11日 （1132年9月21日）   | 2年  | 炎旱、天変による改元。                                                                                   |                          |
| 天承 | てんじょう   | 大治6年1月29日 （1131年2月28日）   | 天承2年8月11日 （1132年9月21日）   | 2年  | 炎旱、天変による改元。                                                                                   |                          |
| 長承 | ちょうしょう | 天承2年8月11日 （1132年9月21日）   | 長承4年4月27日 （1135年6月10日）   | 4年  | 疾疫、怪異による改元。                                                                                   |                          |
| 保延 | ほうえん     | 長承4年4月27日 （1135年6月10日）   | 保延7年7月10日 （1141年8月13日）   | 7年  | 飢饉、疫疾、洪水による改元。                                                                             |                          |
| 永治 | えいじ       | 保延7年7月10日 （1141年8月13日）   | 永治2年4月28日 （1142年5月25日）   | 2年  | 辛酉革命による改元。                                                                                     |                          |
| 永治 | えいじ       | 保延7年7月10日 （1141年8月13日）   | 永治2年4月28日 （1142年5月25日）   | 2年  | 辛酉革命による改元。                                                                                     | 近衛天皇                 |
| 康治 | こうじ       | 永治2年4月28日 （1142年5月25日）   | 康治3年2月23日 （1144年3月28日）   | 3年  | 近衛天皇践祚による改元。                                                                                 |                          |
| 天養 | てんよう     | 康治3年2月23日 （1144年3月28日）   | 天養2年7月22日 （1145年8月12日）   | 2年  | 甲子革令による改元。                                                                                     |                          |
| 久安 | きゅうあん   | 天養2年7月22日 （1145年8月12日）   | 久安7年1月26日 （1151年2月14日）   | 7年  | 彗星の出現による改元。                                                                                   |                          |
| 仁平 | にんぺい     | 久安7年1月26日 （1151年2月14日）   | 仁平4年10月28日 （1154年12月4日）  | 4年  | 彗星の出現による改元。                                                                                   |                          |
| 仁平 | にんぴょう   | 久安7年1月26日 （1151年2月14日）   | 仁平4年10月28日 （1154年12月4日）  | 4年  | 彗星の出現による改元。                                                                                   |                          |
| 久寿 | きゅうじゅ   | 仁平4年10月28日 （1154年12月4日）  | 久寿3年4月27日 （1156年5月18日）   | 3年  | 変異、厄運による改元。                                                                                   |                          |
| 久寿 | きゅうじゅ   | 仁平4年10月28日 （1154年12月4日）  | 久寿3年4月27日 （1156年5月18日）   | 3年  | 変異、厄運による改元。                                                                                   | 後白河天皇               |
| 保元 | ほうげん     | 久寿3年4月27日 （1156年5月18日）   | 保元4年4月20日 （1159年5月9日）    | 4年  | 後白河天皇践祚による改元。                                                                               |                          |
| 保元 | ほうげん     | 久寿3年4月27日 （1156年5月18日）   | 保元4年4月20日 （1159年5月9日）    | 4年  | 後白河天皇践祚による改元。                                                                               | 二条天皇                 |
| 平治 | へいじ       | 保元4年4月20日 （1159年5月9日）    | 平治2年1月10日 （1160年2月18日）   | 2年  | 二条天皇践祚による改元。                                                                                 |                          |
| 永暦 | えいりゃく   | 平治2年1月10日 （1160年2月18日）   | 永暦2年9月4日 （1161年9月24日）    | 2年  | 兵乱による改元。                                                                                         |                          |
| 応保 | おうほう     | 永暦2年9月4日 （1161年9月24日）    | 応保3年3月29日 （1163年5月4日）    | 3年  | 疱瘡の流行による改元。                                                                                   |                          |
| 応保 | おうほ       | 永暦2年9月4日 （1161年9月24日）    | 応保3年3月29日 （1163年5月4日）    | 3年  | 疱瘡の流行による改元。                                                                                   |                          |
| 長寛 | ちょうかん   | 応保3年3月29日 （1163年5月4日）    | 長寛3年6月5日 （1165年7月14日）    | 3年  | 天変、疱瘡による改元。                                                                                   |                          |
| 永万 | えいまん     | 長寛3年6月5日 （1165年7月14日）    | 永万2年8月27日 （1166年9月23日）   | 2年  | 天変、怪異、疾疫などによる改元。                                                                         |                          |
| 永万 | えいまん     | 長寛3年6月5日 （1165年7月14日）    | 永万2年8月27日 （1166年9月23日）   | 2年  | 天変、怪異、疾疫などによる改元。                                                                         | 六条天皇                 |
| 仁安 | にんあん     | 永万2年8月27日 （1166年9月23日）   | 仁安4年4月8日 （1169年5月6日）     | 4年  | 六条天皇践祚による改元。                                                                                 |                          |
| 仁安 | にんあん     | 永万2年8月27日 （1166年9月23日）   | 仁安4年4月8日 （1169年5月6日）     | 4年  | 六条天皇践祚による改元。                                                                                 | 高倉天皇                 |
| 嘉応 | かおう       | 仁安4年4月8日 （1169年5月6日）     | 嘉応3年4月21日 （1171年5月27日）   | 3年  | 高倉天皇践祚による改元。                                                                                 |                          |
| 承安 | じょうあん   | 嘉応3年4月21日 （1171年5月27日）   | 承安5年7月28日 （1175年8月16日）   | 5年  | 災変、厄会による改元。                                                                                   |                          |
| 安元 | あんげん     | 承安5年7月28日 （1175年8月16日）   | 安元3年8月4日 （1177年8月29日）    | 3年  | 疱瘡の流行による改元。                                                                                   |                          |
| 治承 | じしょう     | 安元3年8月4日 （1177年8月29日）    | 治承5年7月14日 （1181年8月25日）   | 5年  | 大極殿の火災、天変による改元。                                                                           |                          |
| 治承 | じしょう     | 安元3年8月4日 （1177年8月29日）    | 治承5年7月14日 （1181年8月25日）   | 5年  | 大極殿の火災、天変による改元。                                                                           | 安徳天皇                 |
| 養和 | ようわ       | 治承5年7月14日 （1181年8月25日）   | 養和2年5月27日 （1182年6月29日）   | 2年  | 安徳天皇践祚による改元。                                                                                 |                          |
| 寿永 | じゅえい     | 養和2年5月27日 （1182年6月29日）   | 寿永3年4月16日 （1184年5月27日）   | 3年  | 飢饉、兵革、病事による改元。                                                                             |                          |
| 寿永 | じゅえい     | 養和2年5月27日 （1182年6月29日）   | 寿永3年4月16日 （1184年5月27日）   | 3年  | 飢饉、兵革、病事による改元。                                                                             | 後鳥羽天皇               |
| 元暦 | げんりゃく   | 寿永3年4月16日 （1184年5月27日）   | 元暦2年8月14日 （1185年9月9日）    | 2年  | 後鳥羽天皇践祚による改元。                                                                               |                          |
| 治承4年（1180年）、平氏政権が実権を握る中で、平清盛の外孫である安徳天皇が即位し、翌年「養和」へ改元された。朝廷でのこの動きに対し、対立する源頼朝の関東政権は、「養和」と「寿永」の元号を使わず、「治承」を引き続き使用した。関東政権による「治承」の継続使用は、寿永2年（治承7年、1183年）に源氏が京都を占領し、擁立した後鳥羽天皇の寿永二年十月宣旨によって東国支配を認められるまで続く。一方、平氏一門は都落ちした後も安徳天皇を擁し、元暦2年（寿永4年、1185年）の壇ノ浦の戦いで滅亡するまで、引続き「寿永」を使用していた。 |              |                                    |                                    |      | |                          |

### 鎌倉時代
| 元号名 | 元号名       | 期間                               | 期間                                                                                 | 年数                        | 天皇名                                                                                               | 改元理由                                                |
| 漢字 | 読み         | 始期                               | 終期                                                                                 | 年数                        | 天皇名                                                                                               | 改元理由                                                |
| --- | ------------ | ---------------------------------- | ------------------------------------------------------------------------------------ | --------------------------- | --- | ------------------------------------------------------- |
| 文治 | ぶんじ       | 元暦2年8月14日 （1185年9月9日）    | 文治6年4月11日 （1190年5月16日）                                                     | 6年                         | 後鳥羽天皇                                                                                           | 地震（文治地震）による改元。 兵革を理由とする説もあり。 |
| 建久 | けんきゅう   | 文治6年4月11日 （1190年5月16日）   | 建久10年4月27日 （1199年5月23日）                                                    | 10年                        | 後鳥羽天皇                                                                                           | 三合による改元。                                        |
| 建久 | けんきゅう   | 文治6年4月11日 （1190年5月16日）   | 建久10年4月27日 （1199年5月23日）                                                    | 10年                        | 土御門天皇                                                                                           | 三合による改元。                                        |
| 正治 | しょうじ     | 建久10年4月27日 （1199年5月23日）  | 正治3年2月13日 （1201年3月19日）                                                     | 3年                         | 土御門天皇践祚による改元。                                                                           |                                                         |
| 建仁 | けんにん     | 正治3年2月13日 （1201年3月19日）   | 建仁4年2月20日 （1204年3月23日）                                                     | 4年                         | 辛酉革命による改元。                                                                                 |                                                         |
| 元久 | げんきゅう   | 建仁4年2月20日 （1204年3月23日）   | 元久3年4月27日 （1206年6月5日）                                                      | 3年                         | 甲子革令による改元。                                                                                 |                                                         |
| 建永 | けんえい     | 元久3年4月27日 （1206年6月5日）    | 建永2年10月25日 （1207年11月16日）                                                   | 2年                         | 改元は以下の説によるものとみられている。 - 赤斑瘡を原因とする説 - 摂政・九条良通の急死を原因とする説 |                                                         |
| 承元 | じょうげん   | 建永2年10月25日 （1207年11月16日） | 承元5年3月9日 （1211年4月23日）                                                      | 5年                         | 改元の原因には以下の説がある。 - 三合を原因とする説 - 疱瘡を原因とする説                             |                                                         |
| 承元 | じょうげん   | 建永2年10月25日 （1207年11月16日） | 承元5年3月9日 （1211年4月23日）                                                      | 5年                         | 改元の原因には以下の説がある。 - 三合を原因とする説 - 疱瘡を原因とする説                             | 順徳天皇                                                |
| 建暦 | けんりゃく   | 承元5年3月9日 （1211年4月23日）    | 建暦3年12月6日 （1214年1月18日）                                                     | 3年                         | 順徳天皇践祚による改元。                                                                             |                                                         |
| 建保 | けんぽう     | 建暦3年12月6日 （1214年1月18日）   | 建保7年4月12日 （1219年5月27日）                                                     | 7年                         | 地震による改元と見られている。                                                                       |                                                         |
| 承久 | じょうきゅう | 建保7年4月12日 （1219年5月27日）   | 承久4年4月13日 （1222年5月25日）                                                     | 4年                         | 旱魃と三合による改元。                                                                               |                                                         |
| 承久 | じょうきゅう | 建保7年4月12日 （1219年5月27日）   | 承久4年4月13日 （1222年5月25日）                                                     | 4年                         | 旱魃と三合による改元。                                                                               | 仲恭天皇                                                |
| 承久 | じょうきゅう | 建保7年4月12日 （1219年5月27日）   | 承久4年4月13日 （1222年5月25日）                                                     | 4年                         | 旱魃と三合による改元。                                                                               | 後堀河天皇                                              |
| 貞応 | じょうおう   | 承久4年4月13日 （1222年5月25日）   | 貞応3年11月20日 （1224年12月31日）                                                   | 3年                         | 後堀河天皇践祚による改元。                                                                           |                                                         |
| 元仁 | げんにん     | 貞応3年11月20日 （1224年12月31日） | 元仁2年4月20日 （1225年5月28日）                                                     | 2年                         | 天変炎旱による改元。                                                                                 |                                                         |
| 嘉禄 | かろく       | 元仁2年4月20日 （1225年5月28日）   | 嘉禄3年12月10日 （1228年1月18日）                                                    | 3年                         | 改元の理由は「嘉禄」の項目を参照。                                                                   |                                                         |
| 安貞 | あんてい     | 嘉禄3年12月10日 （1228年1月18日）  | 安貞3年3月5日 （1229年3月31日）                                                      | 3年                         | 天変が相次いだため、また、三合や疱瘡の流行による改元。                                               |                                                         |
| 寛喜 | かんぎ       | 安貞3年3月5日 （1229年3月31日）    | 寛喜4年4月2日 （1232年4月23日）                                                      | 4年                         | 天災、飢饉による改元。                                                                               |                                                         |
| 貞永 | じょうえい   | 寛喜4年4月2日 （1232年4月23日）    | 貞永2年4月15日 （1233年5月25日）                                                     | 2年                         | ? |                                                         |
| 貞永 | じょうえい   | 寛喜4年4月2日 （1232年4月23日）    | 貞永2年4月15日 （1233年5月25日）                                                     | 2年                         | ? | 四条天皇                                                |
| 天福 | てんぷく     | 貞永2年4月15日 （1233年5月25日）   | 天福2年11月5日 （1234年11月27日）                                                    | 2年                         | ? |                                                         |
| 文暦 | ぶんりゃく   | 天福2年11月5日 （1234年11月27日）  | 文暦2年9月19日 （1235年11月1日）                                                     | 2年                         | 天変地震による改元。                                                                                 |                                                         |
| 嘉禎 | かてい       | 文暦2年9月19日 （1235年11月1日）   | 嘉禎4年11月23日 （1238年12月30日）                                                   | 4年                         | 地震頻発による改元。                                                                                 |                                                         |
| 暦仁 | りゃくにん   | 嘉禎4年11月23日 （1238年12月30日） | 暦仁2年2月7日 （1239年3月13日）                                                      | 2年                         | 天変による改元。                                                                                     |                                                         |
| 延応 | えんおう     | 暦仁2年2月7日 （1239年3月13日）    | 延応2年7月16日 （1240年8月5日）                                                      | 2年                         | 天変や地震による改元。                                                                               |                                                         |
| 仁治 | にんじ       | 延応2年7月16日 （1240年8月5日）    | 仁治4年2月26日 （1243年3月18日）                                                     | 4年                         | 彗星、地震、旱魃などによる改元。                                                                     |                                                         |
| 仁治 | にんじ       | 延応2年7月16日 （1240年8月5日）    | 仁治4年2月26日 （1243年3月18日）                                                     | 4年                         | 彗星、地震、旱魃などによる改元。                                                                     | 後嵯峨天皇                                              |
| 寛元 | かんげん     | 仁治4年2月26日 （1243年3月18日）   | 寛元5年2月28日 （1247年4月5日）                                                      | 5年                         | 後嵯峨天皇践祚による改元。                                                                           |                                                         |
| 寛元 | かんげん     | 仁治4年2月26日 （1243年3月18日）   | 寛元5年2月28日 （1247年4月5日）                                                      | 5年                         | 後嵯峨天皇践祚による改元。                                                                           | 後深草天皇                                              |
| 宝治 | ほうじ       | 寛元5年2月28日 （1247年4月5日）    | 宝治3年3月18日 （1249年5月2日）                                                      | 3年                         | 後深草天皇践祚による改元。                                                                           |                                                         |
| 建長 | けんちょう   | 宝治3年3月18日 （1249年5月2日）    | 建長8年10月5日 （1256年10月24日）                                                    | 8年                         | 天変や火災による改元。                                                                               |                                                         |
| 康元 | こうげん     | 建長8年10月5日 （1256年10月24日）  | 康元2年3月14日 （1257年3月31日）                                                     | 2年                         | 赤斑瘡による改元とみられている。                                                                     |                                                         |
| 正嘉 | しょうか     | 康元2年3月14日 （1257年3月31日）   | 正嘉3年3月26日 （1259年4月20日）                                                     | 3年                         | 太政官庁などの施設の焼失が相次いだことによる改元。                                                   |                                                         |
| 正元 | しょうげん   | 正嘉3年3月26日 （1259年4月20日）   | 正元2年4月13日 （1260年5月24日）                                                     | 2年                         | ? |                                                         |
| 正元 | しょうげん   | 正嘉3年3月26日 （1259年4月20日）   | 正元2年4月13日 （1260年5月24日）                                                     | 2年                         | ? | 亀山天皇                                                |
| 文応 | ぶんおう     | 正元2年4月13日 （1260年5月24日）   | 文応2年2月20日 （1261年3月22日）                                                     | 2年                         | 亀山天皇践祚による改元。                                                                             |                                                         |
| 弘長 | こうちょう   | 文応2年2月20日 （1261年3月22日）   | 弘長4年2月28日 （1264年3月27日）                                                     | 4年                         | 辛酉革命による改元。                                                                                 |                                                         |
| 文永 | ぶんえい     | 弘長4年2月28日 （1264年3月27日）   | 文永12年4月25日 （1275年5月22日）                                                    | 12年                        | 甲子革令による改元。                                                                                 |                                                         |
| 文永 | ぶんえい     | 弘長4年2月28日 （1264年3月27日）   | 文永12年4月25日 （1275年5月22日）                                                    | 12年                        | 甲子革令による改元。                                                                                 | 後宇多天皇                                              |
| 建治 | けんじ       | 文永12年4月25日 （1275年5月22日）  | 建治4年2月29日 （1278年3月23日）                                                     | 4年                         | ? |                                                         |
| 弘安 | こうあん     | 建治4年2月29日 （1278年3月23日）   | 弘安11年4月28日 （1288年5月29日）                                                    | 11年                        | 疫病による改元とみられている。                                                                       |                                                         |
| 弘安 | こうあん     | 建治4年2月29日 （1278年3月23日）   | 弘安11年4月28日 （1288年5月29日）                                                    | 11年                        | 疫病による改元とみられている。                                                                       | 伏見天皇                                                |
| 正応 | しょうおう   | 弘安11年4月28日 （1288年5月29日）  | 正応6年8月5日 （1293年9月6日）                                                       | 6年                         | 伏見天皇践祚による改元。                                                                             |                                                         |
| 永仁 | えいにん     | 正応6年8月5日 （1293年9月6日）     | 永仁7年4月25日 （1299年5月25日）                                                     | 7年                         | 天変と関東の地震による改元。                                                                         |                                                         |
| 永仁 | えいにん     | 正応6年8月5日 （1293年9月6日）     | 永仁7年4月25日 （1299年5月25日）                                                     | 7年                         | 天変と関東の地震による改元。                                                                         | 後伏見天皇                                              |
| 正安 | しょうあん   | 永仁7年4月25日 （1299年5月25日）   | 正安4年11月21日 （1302年12月10日）                                                   | 4年                         | 後伏見天皇践祚による改元。                                                                           |                                                         |
| 正安 | しょうあん   | 永仁7年4月25日 （1299年5月25日）   | 正安4年11月21日 （1302年12月10日）                                                   | 4年                         | 後伏見天皇践祚による改元。                                                                           | 後二条天皇                                              |
| 乾元 | けんげん     | 正安4年11月21日 （1302年12月10日） | 乾元2年8月5日 （1303年9月16日）                                                      | 2年                         | 後二条天皇践祚による改元。                                                                           |                                                         |
| 嘉元 | かげん       | 乾元2年8月5日 （1303年9月16日）    | 嘉元4年12月14日 （1307年1月18日）                                                    | 4年                         | 彗星と日照りによる改元。                                                                             |                                                         |
| 徳治 | とくじ       | 嘉元4年12月14日 （1307年1月18日）  | 徳治3年10月9日 （1308年11月22日）                                                    | 3年                         | 天変による改元。                                                                                     |                                                         |
| 徳治 | とくじ       | 嘉元4年12月14日 （1307年1月18日）  | 徳治3年10月9日 （1308年11月22日）                                                    | 3年                         | 天変による改元。                                                                                     | 花園天皇                                                |
| 延慶 | えんきょう   | 徳治3年10月9日 （1308年11月22日）  | 延慶4年4月28日 （1311年5月17日）                                                     | 4年                         | 花園天皇践祚による改元。                                                                             |                                                         |
| 応長 | おうちょう   | 延慶4年4月28日 （1311年5月17日）   | 応長2年3月20日 （1312年4月27日）                                                     | 2年                         | 疫病による改元。                                                                                     |                                                         |
| 正和 | しょうわ     | 応長2年3月20日 （1312年4月27日）   | 正和6年2月3日 （1317年3月16日）                                                      | 6年                         | 天変地震による改元。                                                                                 |                                                         |
| 文保 | ぶんぽう     | 正和6年2月3日 （1317年3月16日）    | 文保3年4月28日 （1319年5月18日）                                                     | 3年                         | 大地震などによる改元。                                                                               |                                                         |
| 文保 | ぶんぽう     | 正和6年2月3日 （1317年3月16日）    | 文保3年4月28日 （1319年5月18日）                                                     | 3年                         | 大地震などによる改元。                                                                               | 後醍醐天皇                                              |
| 元応 | げんおう     | 文保3年4月28日 （1319年5月18日）   | 元応3年2月23日 （1321年3月22日）                                                     | 3年                         | 後醍醐天皇践祚による改元。                                                                           |                                                         |
| 元亨 | げんこう     | 元応3年2月23日 （1321年3月22日）   | 元亨4年12月9日 （1324年12月25日）                                                    | 4年                         | 辛酉革命による改元。                                                                                 |                                                         |
| 正中 | しょうちゅう | 元亨4年12月9日 （1324年12月25日）  | 正中3年4月26日 （1326年5月28日）                                                     | 3年                         | 甲子革令による改元。                                                                                 |                                                         |
| 嘉暦 | かりゃく     | 正中3年4月26日 （1326年5月28日）   | 嘉暦4年8月29日 （1329年9月22日）                                                     | 4年                         | 疫病と地震による改元。                                                                               |                                                         |
| 元徳 | げんとく     | 嘉暦4年8月29日 （1329年9月22日）   | 大覚寺統：元徳3年8月9日 （1331年9月11日） 持明院統：元徳4年4月28日 （1332年5月23日） | 大覚寺統：3年 持明院統：4年 | 疫病による改元。                                                                                     |                                                         |
| 元徳3年（1331年）、後醍醐天皇（大覚寺統）の倒幕計画発覚後、天皇は「元弘」に改元した。 しかし、鎌倉幕府は改元を認めず、「元徳」を使い続けるとともに光厳天皇（持明院統）を擁立した。 |              |                                    |                                                                                      |                             | |                                                         |

#### 大覚寺統
| 元号名                                                                     | 元号名   | 期間                            | 期間                            | 年数 | 天皇名     | 改元理由 |
| 漢字                                                                       | 読み     | 始期                            | 終期                            | 年数 | 天皇名     | 改元理由 |
| -------------------------------------------------------------------------- | -------- | ------------------------------- | ------------------------------- | ---- | ---------- | -------- |
| 元弘                                                                       | げんこう | 元徳3年8月9日 （1331年9月11日） | 元弘4年1月29日 （1334年3月5日） | 4年  | 後醍醐天皇 | ?        |
| 鎌倉幕府に擁立された光厳天皇は「正慶」に改元。後醍醐天皇は隠岐に流される。 |          |                                 |                                 |      |            |          |

#### 持明院統
| 元号名 | 元号名       | 期間                             | 期間                            | 年数 | 天皇名   | 改元理由                 |
| 漢字 | 読み         | 始期                             | 終期                            | 年数 | 天皇名   | 改元理由                 |
| --- | ------------ | -------------------------------- | ------------------------------- | ---- | -------- | ------------------------ |
| 正慶 | しょうけい   | 元徳4年4月28日 （1332年5月23日） | 正慶2年5月25日 （1333年7月7日） | 2年  | 光厳天皇 | 光厳天皇践祚による改元。 |
| 正慶 | しょうきょう | 元徳4年4月28日 （1332年5月23日） | 正慶2年5月25日 （1333年7月7日） | 2年  | 光厳天皇 | 光厳天皇践祚による改元。 |
| 配流先の隠岐から帰京した後醍醐天皇は、光厳天皇の即位と「正慶」の元号の無効を宣言。天皇親政を始めた後醍醐天皇は、「建武」に改元する（建武の新政）。 |              |                                  |                                 |      |          |                          |

### 南北朝時代・室町時代
| 元号名 | 元号名 | 期間                            | 期間                                                                           | 年数                | 天皇名     | 改元理由 |
| 漢字 | 読み   | 始期                            | 終期                                                                           | 年数                | 天皇名     | 改元理由 |
| --- | ------ | ------------------------------- | ------------------------------------------------------------------------------ | ------------------- | ---------- | -------- |
| 建武 | けんむ | 元弘4年1月29日 （1334年3月5日） | 南朝：建武3年2月29日 （1336年4月11日） 北朝：建武5年8月28日 （1338年10月11日） | 南朝：3年 北朝：5年 | 後醍醐天皇 | ?        |
| 建武の新政（建武政権）は2年足らずで崩壊し、足利尊氏が離反。建武3年（1336年）に後醍醐天皇は「延元」に改元した。これに対して尊氏は入京して光明天皇を擁立し、「建武」の元号を使い続ける。後醍醐天皇は一旦和睦したものの再び京を脱出して吉野へ逃れ、吉野朝廷（南朝）が成立した。 |        |                                 |                                                                                |                     |            |          |

#### 南朝（大覚寺統）
- 建徳以降の元号は改元史料を欠き、正確な始期を明らかにし難い。文中を除いて、『続史愚抄』『南朝公卿補任』以来の通説を掲げる。

| 元号名                                                                                                | 元号名     | 期間                              | 期間                                | 年数 | 天皇名                                                                                | 改元理由             |
| 漢字                                                                                                  | 読み       | 始期                              | 終期                                | 年数 | 天皇名                                                                                | 改元理由             |
| --- | ---------- | --------------------------------- | ----------------------------------- | ---- | ------------------------------------------------------------------------------------- | -------------------- |
| 延元                                                                                                  | えんげん   | 建武3年2月29日 （1336年4月11日）  | 延元5年4月28日 （1340年5月25日）    | 5年  | 後醍醐天皇                                                                            | 建武の乱による改元。 |
| 延元                                                                                                  | えんげん   | 建武3年2月29日 （1336年4月11日）  | 延元5年4月28日 （1340年5月25日）    | 5年  | 後村上天皇                                                                            | 建武の乱による改元。 |
| 興国                                                                                                  | こうこく   | 延元5年4月28日 （1340年5月25日）  | 興国7年12月8日 （1347年1月20日）    | 7年  | 後村上天皇践祚による改元とみられている。 また神武天皇即位紀元2000年を記念したものか。 |                      |
| 正平                                                                                                  | しょうへい | 興国7年12月8日 （1347年1月20日）  | 正平25年7月24日 （1370年8月16日）   | 25年 | 天変や兵革による改元か。                                                              |                      |
| 正平                                                                                                  | しょうへい | 興国7年12月8日 （1347年1月20日）  | 正平25年7月24日 （1370年8月16日）   | 25年 | 天変や兵革による改元か。                                                              | 長慶天皇             |
| 建徳                                                                                                  | けんとく   | 正平25年7月24日 （1370年8月16日） | 建徳3年4月 （1372年5月）            | 3年  | 長慶天皇践祚による改元とみられている。                                                |                      |
| 文中                                                                                                  | ぶんちゅう | 建徳3年4月 （1372年5月）          | 文中4年5月27日 （1375年6月26日）    | 4年  | 災異による改元とみられている。                                                        |                      |
| 天授                                                                                                  | てんじゅ   | 文中4年5月27日 （1375年6月26日）  | 天授7年2月10日 （1381年3月6日）     | 7年  | 地震災害による改元か。                                                                |                      |
| 弘和                                                                                                  | こうわ     | 天授7年2月10日 （1381年3月6日）   | 弘和4年4月28日 （1384年5月18日）    | 4年  | 辛酉革命による改元。                                                                  |                      |
| 弘和                                                                                                  | こうわ     | 天授7年2月10日 （1381年3月6日）   | 弘和4年4月28日 （1384年5月18日）    | 4年  | 辛酉革命による改元。                                                                  | 後亀山天皇           |
| 元中                                                                                                  | げんちゅう | 弘和4年4月28日 （1384年5月18日）  | 元中9年閏10月5日 （1392年11月19日） | 9年  | 後亀山天皇践祚および甲子革令による改元。                                              |                      |
| 元中9年（1392年）、後亀山天皇が退位して南北朝合一が成った（明徳の和約）。元号は「明徳」に統一された。 |            |                                   |                                     |      |                                                                                       |                      |

#### 北朝（持明院統）
| 元号名 | 元号名     | 期間                               | 期間                               | 年数 | 天皇名                         | 改元理由                   |
| 漢字 | 読み       | 始期                               | 終期                               | 年数 | 天皇名                         | 改元理由                   |
| --- | ---------- | ---------------------------------- | ---------------------------------- | ---- | ------------------------------ | -------------------------- |
| 「延元」への改元・南朝成立後も、北朝・足利方では引き続き「建武」の元号を使用した。                                                                                              |            |                                    |                                    |      |                                |                            |
| 暦応 | りゃくおう | 建武5年8月28日 （1338年10月11日）  | 暦応5年4月27日 （1342年6月1日）    | 5年  | 光明天皇                       | ?                          |
| 暦応 | れきおう   | 建武5年8月28日 （1338年10月11日）  | 暦応5年4月27日 （1342年6月1日）    | 5年  | 光明天皇                       | ?                          |
| 康永 | こうえい   | 暦応5年4月27日 （1342年6月1日）    | 康永4年10月21日 （1345年11月15日） | 4年  | 光明天皇                       | 天変や疫病による改元。     |
| 貞和 | じょうわ   | 康永4年10月21日 （1345年11月15日） | 貞和6年2月27日 （1350年4月4日）    | 6年  | 光明天皇                       | 天変や疫病による改元。     |
| 貞和 | ていわ     | 康永4年10月21日 （1345年11月15日） | 貞和6年2月27日 （1350年4月4日）    | 6年  | 崇光天皇                       | 天変や疫病による改元。     |
| 観応 | かんのう   | 貞和6年2月27日 （1350年4月4日）    | 観応3年9月27日 （1352年11月4日）   | 3年  | 崇光天皇                       | 崇光天皇践祚による改元。   |
| 観応 | かんおう   | 貞和6年2月27日 （1350年4月4日）    | 観応3年9月27日 （1352年11月4日）   | 3年  | 崇光天皇                       | 崇光天皇践祚による改元。   |
| 文和 | ぶんな     | 観応3年9月27日 （1352年11月4日）   | 文和5年3月28日 （1356年4月29日）   | 5年  | 後光厳天皇                     | 後光厳天皇践祚による改元。 |
| 文和 | ぶんわ     | 観応3年9月27日 （1352年11月4日）   | 文和5年3月28日 （1356年4月29日）   | 5年  | 後光厳天皇                     | 後光厳天皇践祚による改元。 |
| 延文 | えんぶん   | 文和5年3月28日 （1356年4月29日）   | 延文6年3月29日 （1361年5月4日）    | 6年  | 後光厳天皇                     | 兵革による改元。           |
| 康安 | こうあん   | 延文6年3月29日 （1361年5月4日）    | 康安2年9月23日 （1362年10月11日）  | 2年  | 後光厳天皇                     | ?                          |
| 貞治 | じょうじ   | 康安2年9月23日 （1362年10月11日）  | 貞治7年2月18日 （1368年3月7日）    | 7年  | 後光厳天皇                     | 天変や兵革による改元。     |
| 貞治 | ていじ     | 康安2年9月23日 （1362年10月11日）  | 貞治7年2月18日 （1368年3月7日）    | 7年  | 後光厳天皇                     | 天変や兵革による改元。     |
| 応安 | おうあん   | 貞治7年2月18日 （1368年3月7日）    | 応安8年2月27日 （1375年3月29日）   | 8年  | 後光厳天皇                     | 疫病や天変による改元。     |
| 応安 | おうあん   | 貞治7年2月18日 （1368年3月7日）    | 応安8年2月27日 （1375年3月29日）   | 8年  | 後円融天皇                     | 疫病や天変による改元。     |
| 永和 | えいわ     | 応安8年2月27日 （1375年3月29日）   | 永和5年3月22日 （1379年4月9日）    | 5年  | 後円融天皇践祚による改元。     |                            |
| 康暦 | こうりゃく | 永和5年3月22日 （1379年4月9日）    | 康暦3年2月24日 （1381年3月20日）   | 3年  | 疫病や兵革による改元。         |                            |
| 永徳 | えいとく   | 康暦3年2月24日 （1381年3月20日）   | 永徳4年2月27日 （1384年3月19日）   | 4年  | 辛酉革命による改元。           |                            |
| 永徳 | えいとく   | 康暦3年2月24日 （1381年3月20日）   | 永徳4年2月27日 （1384年3月19日）   | 4年  | 辛酉革命による改元。           | 後小松天皇                 |
| 至徳 | しとく     | 永徳4年2月27日 （1384年3月19日）   | 至徳4年8月23日 （1387年10月5日）   | 4年  | 甲子革令による改元。           |                            |
| 嘉慶 | かけい     | 至徳4年8月23日 （1387年10月5日）   | 嘉慶3年2月9日 （1389年3月7日）     | 3年  | 疫病による改元。               |                            |
| 嘉慶 | かきょう   | 至徳4年8月23日 （1387年10月5日）   | 嘉慶3年2月9日 （1389年3月7日）     | 3年  | 疫病による改元。               |                            |
| 康応 | こうおう   | 嘉慶3年2月9日 （1389年3月7日）     | 康応2年3月26日 （1390年4月12日）   | 2年  | 病事による改元とみられている。 |                            |
| 明徳 | めいとく   | 康応2年3月26日 （1390年4月12日）   | 明徳5年7月5日 （1394年8月2日）     | 5年  | 天変や兵革による改元。         |                            |
| 長門探題（後に九州探題）の足利直冬は九州の広い地域で7年（=観応2年=1351年）まで貞和の元号を用いた。観応の元号は2年の正平一統によりいったん廃されたが、破談により翌年に復活した。 |            |                                    |                                    |      |                                |                            |

#### 南北朝合一後
| 元号名 | 元号名       | 期間                              | 期間                              | 年数 | 天皇名                           | 改元理由                       |
| 漢字 | 読み         | 始期                              | 終期                              | 年数 | 天皇名                           | 改元理由                       |
| --- | ------------ | --------------------------------- | --------------------------------- | ---- | -------------------------------- | ------------------------------ |
| 応永 | おうえい     | 明徳5年7月5日 （1394年8月2日）    | 応永35年4月27日 （1428年6月10日） | 35年 | 後小松天皇                       | 疫病（疱瘡）の流行による改元。 |
| 応永 | おうえい     | 明徳5年7月5日 （1394年8月2日）    | 応永35年4月27日 （1428年6月10日） | 35年 | 称光天皇                         | 疫病（疱瘡）の流行による改元。 |
| 正長 | しょうちょう | 応永35年4月27日 （1428年6月10日） | 正長2年9月5日 （1429年10月3日）   | 2年  | 称光天皇践祚による改元。         |                                |
| 正長 | しょうちょう | 応永35年4月27日 （1428年6月10日） | 正長2年9月5日 （1429年10月3日）   | 2年  | 称光天皇践祚による改元。         | 後花園天皇                     |
| 永享 | えいきょう   | 正長2年9月5日 （1429年10月3日）   | 永享13年2月17日 （1441年3月10日） | 13年 | 後花園天皇践祚による改元。       |                                |
| 嘉吉 | かきつ       | 永享13年2月17日 （1441年3月10日） | 嘉吉4年2月5日 （1444年2月23日）   | 4年  | 辛酉革命による改元。             |                                |
| 文安 | ぶんあん     | 嘉吉4年2月5日 （1444年2月23日）   | 文安6年7月28日 （1449年8月16日）  | 6年  | 甲子革令による改元。             |                                |
| 宝徳 | ほうとく     | 文安6年7月28日 （1449年8月16日）  | 宝徳4年7月25日 （1452年8月10日）  | 4年  | ?                                |                                |
| 享徳 | きょうとく   | 宝徳4年7月25日 （1452年8月10日）  | 享徳4年7月25日 （1455年9月6日）   | 4年  | 三合の厄を避けるためによる改元。 |                                |
| 康正 | こうしょう   | 享徳4年7月25日 （1455年9月6日）   | 康正3年9月28日 （1457年10月16日） | 3年  | ?                                |                                |
| 長禄 | ちょうろく   | 康正3年9月28日 （1457年10月16日） | 長禄4年12月21日 （1461年2月1日）  | 4年  | ?                                |                                |
| 寛正 | かんしょう   | 長禄4年12月21日 （1461年2月1日）  | 寛正7年2月28日 （1466年3月14日）  | 7年  | 飢饉による改元。                 |                                |
| 寛正 | かんしょう   | 長禄4年12月21日 （1461年2月1日）  | 寛正7年2月28日 （1466年3月14日）  | 7年  | 飢饉による改元。                 | 後土御門天皇                   |
| 文正 | ぶんしょう   | 寛正7年2月28日 （1466年3月14日）  | 文正2年3月5日 （1467年4月9日）    | 2年  | ?                                |                                |
| 鎌倉公方の足利持氏は永享への改元を認めず、正長の元号を4年（=永享3年=1431年）まで用いた。古河公方の足利成氏は康正以後の改元を認めず、以後も関東の広い地域において、享徳の元号は27年（=文明10年=1478年）まで用いられた（享徳の乱）。 |              |                                   |                                   |      |                                  |                                |

### 戦国時代
| 元号名 | 元号名       | 期間                               | 期間                               | 年数 | 天皇名                                     | 改元理由                   |
| 漢字   | 読み         | 始期                               | 終期                               | 年数 | 天皇名                                     | 改元理由                   |
| ------ | ------------ | ---------------------------------- | ---------------------------------- | ---- | ------------------------------------------ | -------------------------- |
| 応仁   | おうにん     | 文正2年3月5日 （1467年4月9日）     | 応仁3年4月28日 （1469年6月8日）    | 3年  | 後土御門天皇                               | 災異による改元。           |
| 文明   | ぶんめい     | 応仁3年4月28日 （1469年6月8日）    | 文明19年7月20日 （1487年8月9日）   | 19年 | 後土御門天皇                               | 災異による改元。           |
| 長享   | ちょうきょう | 文明19年7月20日 （1487年8月9日）   | 長享3年8月21日 （1489年9月16日）   | 3年  | 後土御門天皇                               | 戦乱や疫病などによる改元。 |
| 延徳   | えんとく     | 長享3年8月21日 （1489年9月16日）   | 延徳4年7月19日 （1492年8月12日）   | 4年  | 後土御門天皇                               | ?                          |
| 明応   | めいおう     | 延徳4年7月19日 （1492年8月12日）   | 明応10年2月29日 （1501年3月18日）  | 10年 | 後土御門天皇                               | 疫病などによる改元。       |
| 明応   | めいおう     | 延徳4年7月19日 （1492年8月12日）   | 明応10年2月29日 （1501年3月18日）  | 10年 | 後柏原天皇                                 | 疫病などによる改元。       |
| 文亀   | ぶんき       | 明応10年2月29日 （1501年3月18日）  | 文亀4年2月30日 （1504年3月16日）   | 4年  | 後柏原天皇践祚、および辛酉革命による改元。 |                            |
| 永正   | えいしょう   | 文亀4年2月30日 （1504年3月16日）   | 永正18年8月23日 （1521年9月23日）  | 18年 | 甲子革令による改元。                       |                            |
| 大永   | たいえい     | 永正18年8月23日 （1521年9月23日）  | 大永8年8月20日 （1528年9月3日）    | 8年  | 戦乱、天変などの災異による改元。           |                            |
| 大永   | たいえい     | 永正18年8月23日 （1521年9月23日）  | 大永8年8月20日 （1528年9月3日）    | 8年  | 戦乱、天変などの災異による改元。           | 後奈良天皇                 |
| 享禄   | きょうろく   | 大永8年8月20日 （1528年9月3日）    | 享禄5年7月29日 （1532年8月29日）   | 5年  | 後奈良天皇践祚による改元。                 |                            |
| 天文   | てんぶん     | 享禄5年7月29日 （1532年8月29日）   | 天文24年10月23日 （1555年11月7日） | 24年 | 戦乱などの災異による改元。                 |                            |
| 弘治   | こうじ       | 天文24年10月23日 （1555年11月7日） | 弘治4年2月28日 （1558年3月18日）   | 4年  | 戦乱などの災異による改元。                 |                            |
| 弘治   | こうじ       | 天文24年10月23日 （1555年11月7日） | 弘治4年2月28日 （1558年3月18日）   | 4年  | 戦乱などの災異による改元。                 | 正親町天皇                 |
| 永禄   | えいろく     | 弘治4年2月28日 （1558年3月18日）   | 永禄13年4月23日 （1570年5月27日）  | 13年 | 正親町天皇践祚による改元。                 |                            |
| 元亀   | げんき       | 永禄13年4月23日 （1570年5月27日）  | 元亀4年7月28日 （1573年8月25日）   | 4年  | 戦乱などの災異による改元。                 |                            |

### 安土桃山時代
| 元号名 | 元号名     | 期間                               | 期間                               | 年数 | 天皇名                                     | 改元理由                   |
| 漢字   | 読み       | 始期                               | 終期                               | 年数 | 天皇名                                     | 改元理由                   |
| ------ | ---------- | ---------------------------------- | ---------------------------------- | ---- | ------------------------------------------ | -------------------------- |
| 天正   | てんしょう | 元亀4年7月28日 （1573年8月25日）   | 天正20年12月8日 （1593年1月10日）  | 20年 | 正親町天皇                                 | 戦乱などの災異による改元。 |
| 天正   | てんしょう | 元亀4年7月28日 （1573年8月25日）   | 天正20年12月8日 （1593年1月10日）  | 20年 | 後陽成天皇                                 | 戦乱などの災異による改元。 |
| 文禄   | ぶんろく   | 天正20年12月8日 （1593年1月10日）  | 文禄5年10月27日 （1596年12月16日） | 5年  | 後陽成天皇践祚による改元。                 |                            |
| 慶長   | けいちょう | 文禄5年10月27日 （1596年12月16日） | 慶長20年7月13日 （1615年9月5日）   | 20年 | 慶長伏見地震など天変地異の災異による改元。 |                            |
| 慶長   | けいちょう | 文禄5年10月27日 （1596年12月16日） | 慶長20年7月13日 （1615年9月5日）   | 20年 | 慶長伏見地震など天変地異の災異による改元。 | 後水尾天皇                 |

### 江戸時代
| 元号名 | 元号名       | 期間                               | 期間                               | 年数 | 天皇名 | 改元理由 |
| 漢字   | 読み         | 始期                               | 終期                               | 年数 | 天皇名 | 改元理由 |
| ------ | ------------ | ---------------------------------- | ---------------------------------- | ---- | --- | --- |
| 元和   | げんな       | 慶長20年7月13日 （1615年9月5日）   | 元和10年2月30日 （1624年4月17日）  | 10年 | 後水尾天皇 | 後水尾天皇践祚と戦乱（大坂の陣）などの災異による改元。                                                                                |
| 寛永   | かんえい     | 元和10年2月30日 （1624年4月17日）  | 寛永21年12月16日 （1645年1月13日） | 21年 | 後水尾天皇 | 甲子革令による改元。 ただし、徳川家光の征夷大将軍任命にあたり「将軍代始改元」を改元事由に加えようとした江戸幕府の意向とする説もあり。 |
| 寛永   | かんえい     | 元和10年2月30日 （1624年4月17日）  | 寛永21年12月16日 （1645年1月13日） | 21年 | 明正天皇 | 甲子革令による改元。 ただし、徳川家光の征夷大将軍任命にあたり「将軍代始改元」を改元事由に加えようとした江戸幕府の意向とする説もあり。 |
| 寛永   | かんえい     | 元和10年2月30日 （1624年4月17日）  | 寛永21年12月16日 （1645年1月13日） | 21年 | 後光明天皇 | 甲子革令による改元。 ただし、徳川家光の征夷大将軍任命にあたり「将軍代始改元」を改元事由に加えようとした江戸幕府の意向とする説もあり。 |
| 正保   | しょうほう   | 寛永21年12月16日 （1645年1月13日） | 正保5年2月15日 （1648年4月7日）    | 5年  | 後光明天皇践祚による改元。                                                                                                 | |
| 慶安   | けいあん     | 正保5年2月15日 （1648年4月7日）    | 慶安5年9月18日 （1652年10月20日）  | 5年  | 「正保」が「焼亡」に繋がると批判が起きたことによる改元。                                                                   | |
| 承応   | じょうおう   | 慶安5年9月18日 （1652年10月20日）  | 承応4年4月13日 （1655年5月18日）   | 4年  | 徳川家綱将軍就任のためによる改元とみられている。                                                                           | |
| 承応   | じょうおう   | 慶安5年9月18日 （1652年10月20日）  | 承応4年4月13日 （1655年5月18日）   | 4年  | 徳川家綱将軍就任のためによる改元とみられている。                                                                           | 後西天皇 |
| 明暦   | めいれき     | 承応4年4月13日 （1655年5月18日）   | 明暦4年7月23日 （1658年8月21日）   | 4年  | 後西天皇践祚による改元。 ただし、承応2年（1653年）の内裏火災による改元予定が後光明天皇崩御によって延期されたとの説もあり。 | |
| 万治   | まんじ       | 明暦4年7月23日 （1658年8月21日）   | 万治4年4月25日 （1661年5月23日）   | 4年  | 江戸の大火（明暦の大火）などの災異による改元。                                                                             | |
| 寛文   | かんぶん     | 万治4年4月25日 （1661年5月23日）   | 寛文13年9月21日 （1673年10月30日） | 13年 | 内裏火災などの災異による改元。                                                                                             | |
| 寛文   | かんぶん     | 万治4年4月25日 （1661年5月23日）   | 寛文13年9月21日 （1673年10月30日） | 13年 | 内裏火災などの災異による改元。                                                                                             | 霊元天皇 |
| 延宝   | えんぽう     | 寛文13年9月21日 （1673年10月30日） | 延宝9年9月29日 （1681年11月9日）   | 9年  | 京都大火などの災異による改元。                                                                                             | |
| 天和   | てんな       | 延宝9年9月29日 （1681年11月9日）   | 天和4年2月21日 （1684年4月5日）    | 4年  | 辛酉革命による改元。 | |
| 貞享   | じょうきょう | 天和4年2月21日 （1684年4月5日）    | 貞享5年9月30日 （1688年10月23日）  | 5年  | 甲子革令による改元。 | |
| 貞享   | じょうきょう | 天和4年2月21日 （1684年4月5日）    | 貞享5年9月30日 （1688年10月23日）  | 5年  | 甲子革令による改元。 | 東山天皇 |
| 元禄   | げんろく     | 貞享5年9月30日 （1688年10月23日）  | 元禄17年3月13日 （1704年4月16日）  | 17年 | 東山天皇践祚による改元。                                                                                                   | |
| 宝永   | ほうえい     | 元禄17年3月13日 （1704年4月16日）  | 宝永8年4月25日 （1711年6月11日）   | 8年  | 元禄地震による改元。 | |
| 宝永   | ほうえい     | 元禄17年3月13日 （1704年4月16日）  | 宝永8年4月25日 （1711年6月11日）   | 8年  | 元禄地震による改元。 | 中御門天皇 |
| 正徳   | しょうとく   | 宝永8年4月25日 （1711年6月11日）   | 正徳6年6月22日 （1716年8月9日）    | 6年  | 中御門天皇践祚による改元。                                                                                                 | |
| 享保   | きょうほう   | 正徳6年6月22日 （1716年8月9日）    | 享保21年4月28日 （1736年6月7日）   | 21年 | 徳川家継死去による改元。                                                                                                   | |
| 享保   | きょうほう   | 正徳6年6月22日 （1716年8月9日）    | 享保21年4月28日 （1736年6月7日）   | 21年 | 徳川家継死去による改元。                                                                                                   | 桜町天皇 |
| 元文   | げんぶん     | 享保21年4月28日 （1736年6月7日）   | 元文6年2月27日 （1741年4月12日）   | 6年  | 桜町天皇践祚による改元。                                                                                                   | |
| 寛保   | かんぽう     | 元文6年2月27日 （1741年4月12日）   | 寛保4年2月21日 （1744年4月3日）    | 4年  | 辛酉革命による改元。 | |
| 延享   | えんきょう   | 寛保4年2月21日 （1744年4月3日）    | 延享5年7月12日 （1748年8月5日）    | 5年  | 甲子革令による改元。 | |
| 延享   | えんきょう   | 寛保4年2月21日 （1744年4月3日）    | 延享5年7月12日 （1748年8月5日）    | 5年  | 甲子革令による改元。 | 桃園天皇 |
| 寛延   | かんえん     | 延享5年7月12日 （1748年8月5日）    | 寛延4年10月27日 （1751年12月14日） | 4年  | 桃園天皇践祚による改元。                                                                                                   | |
| 宝暦   | ほうれき     | 寛延4年10月27日 （1751年12月14日） | 宝暦14年6月2日 （1764年6月30日）   | 14年 | 桜町上皇崩御と徳川吉宗死去、その間に発生した地震のための改元とみられている。                                               | |
| 宝暦   | ほうれき     | 寛延4年10月27日 （1751年12月14日） | 宝暦14年6月2日 （1764年6月30日）   | 14年 | 桜町上皇崩御と徳川吉宗死去、その間に発生した地震のための改元とみられている。                                               | 後桜町天皇 |
| 明和   | めいわ       | 宝暦14年6月2日 （1764年6月30日）   | 明和9年11月16日 （1772年12月10日） | 9年  | 後桜町天皇践祚による改元。                                                                                                 | |
| 明和   | めいわ       | 宝暦14年6月2日 （1764年6月30日）   | 明和9年11月16日 （1772年12月10日） | 9年  | 後桜町天皇践祚による改元。                                                                                                 | 後桃園天皇 |
| 安永   | あんえい     | 明和9年11月16日 （1772年12月10日） | 安永10年4月2日 （1781年4月25日）   | 10年 | 後桃園天皇践祚と、続いて起こった火事風水害が「明和九年（めいわくねん）」すなわち「迷惑年」によるとされたことによる改元。   | |
| 安永   | あんえい     | 明和9年11月16日 （1772年12月10日） | 安永10年4月2日 （1781年4月25日）   | 10年 | 後桃園天皇践祚と、続いて起こった火事風水害が「明和九年（めいわくねん）」すなわち「迷惑年」によるとされたことによる改元。   | 光格天皇 |
| 天明   | てんめい     | 安永10年4月2日 （1781年4月25日）   | 天明9年1月25日 （1789年2月19日）   | 9年  | 光格天皇践祚による改元。                                                                                                   | |
| 寛政   | かんせい     | 天明9年1月25日 （1789年2月19日）   | 寛政13年2月5日 （1801年3月19日）   | 13年 | 内裏炎上などの災異による改元。                                                                                             | |
| 享和   | きょうわ     | 寛政13年2月5日 （1801年3月19日）   | 享和4年2月11日 （1804年3月22日）   | 4年  | 辛酉革命による改元。 | |
| 文化   | ぶんか       | 享和4年2月11日 （1804年3月22日）   | 文化15年4月22日 （1818年5月26日）  | 15年 | 甲子革令による改元。 | |
| 文化   | ぶんか       | 享和4年2月11日 （1804年3月22日）   | 文化15年4月22日 （1818年5月26日）  | 15年 | 甲子革令による改元。 | 仁孝天皇 |
| 文政   | ぶんせい     | 文化15年4月22日 （1818年5月26日）  | 文政13年12月10日 （1831年1月23日） | 13年 | 仁孝天皇践祚による改元。                                                                                                   | |
| 天保   | てんぽう     | 文政13年12月10日 （1831年1月23日） | 天保15年12月2日 （1845年1月9日）   | 15年 | 江戸の大火や京都の地震などによる災異改元。                                                                                 | |
| 弘化   | こうか       | 天保15年12月2日 （1845年1月9日）   | 弘化5年2月28日 （1848年4月1日）    | 5年  | 江戸城火災などの災異による改元。                                                                                           | |
| 弘化   | こうか       | 天保15年12月2日 （1845年1月9日）   | 弘化5年2月28日 （1848年4月1日）    | 5年  | 江戸城火災などの災異による改元。                                                                                           | 孝明天皇 |
| 嘉永   | かえい       | 弘化5年2月28日 （1848年4月1日）    | 嘉永7年11月27日 （1855年1月15日）  | 7年  | 孝明天皇践祚による改元。                                                                                                   | |
| 安政   | あんせい     | 嘉永7年11月27日 （1855年1月15日）  | 安政7年3月18日 （1860年4月8日）    | 7年  | 内裏炎上、地震（安政の大地震）、黒船来航などの災異による改元。                                                             | |
| 万延   | まんえん     | 安政7年3月18日 （1860年4月8日）    | 万延2年2月19日 （1861年3月29日）   | 2年  | 江戸城火災や桜田門外の変などの災異による改元。                                                                             | |
| 文久   | ぶんきゅう   | 万延2年2月19日 （1861年3月29日）   | 文久4年2月20日 （1864年3月27日）   | 4年  | 辛酉革命による改元。 | |
| 元治   | げんじ       | 文久4年2月20日 （1864年3月27日）   | 元治2年4月7日 （1865年5月1日）     | 2年  | 甲子革令による改元。 | |
| 慶応   | けいおう     | 元治2年4月7日 （1865年5月1日）     | 慶応4年9月8日 （1868年10月23日）   | 4年  | 禁門の変や社会不安などの災異による改元。                                                                                   | |
| 慶応   | けいおう     | 元治2年4月7日 （1865年5月1日）     | 慶応4年9月8日 （1868年10月23日）   | 4年  | 禁門の変や社会不安などの災異による改元。                                                                                   | 明治天皇 |

### 明治以降
明治以降の元号は、天皇一代につき元号を一つ制定する制度（一世一元の制）に基づいている。

#### 一世一元の詔下
慶応4年（1868年）を改めて明治元年とする一世一元の詔によって制定された元号は次のとおり。
| 元号名 （読み）              | 公式                             | 公式                       | 改元当時                          | 改元当時                   | 最終年 | 在位年日数 | 天皇名   |
| 元号名 （読み）              | 初日                             | 最終日                     | 初日                              | 最終日                     | 最終年 | 在位年日数 | 天皇名   |
| ---------------------------- | -------------------------------- | -------------------------- | --------------------------------- | -------------------------- | ------ | ---------- | -------- |
| 明治 （めいじ）              | 明治元年1月1日 （1868年1月25日） | 明治45年（1912年） 7月29日 | 明治元年9月8日 （1868年10月23日） | 明治45年（1912年） 7月30日 | 45年   | 44年187日  | 明治天皇 |
| 一世一元の詔発布による改元。 |                                  |                            |                                   |                            |        |            |          |

#### 登極令下
1909年（明治42年）に公布された登極令に基づく改元は次のとおり。なお、同令は1947年（昭和22年）に廃止された。
| 元号名 （読み）                                                                                        | 公式                        | 公式                        | 改元当時                    | 改元当時                    | 最終年 | 在位年日数 | 天皇名   |
| 元号名 （読み）                                                                                        | 初日                        | 最終日                      | 初日                        | 最終日                      | 最終年 | 在位年日数 | 天皇名   |
| --- | --------------------------- | --------------------------- | --------------------------- | --------------------------- | ------ | ---------- | -------- |
| 大正 （たいしょう）                                                                                    | 大正元年（1912年） 7月30日  | 大正15年（1926年） 12月24日 | 大正元年（1912年） 7月30日  | 大正15年（1926年） 12月25日 | 15年   | 14年148日  | 大正天皇 |
| 明治天皇の崩御に伴う皇太子嘉仁親王（大正天皇）の践祚（皇位継承）により、登極令に基づき改元。           |                             |                             |                             |                             |        |            |          |
| 昭和 （しょうわ）                                                                                      | 昭和元年（1926年） 12月25日 | 昭和64年（1989年） 1月7日   | 昭和元年（1926年） 12月25日 | 昭和64年（1989年） 1月7日   | 64年   | 62年14日   | 昭和天皇 |
| 大正天皇の崩御に伴う摂政宮（皇太子）裕仁親王（昭和天皇）の践祚（皇位継承）により、登極令に基づき改元。 |                             |                             |                             |                             |        |            |          |

#### 元号法下
1979年（昭和54年）に成立、施行された元号法に基づく改元は次のとおり。
| 元号名 （読み） | 公式                      | 公式                       | 改元当時                  | 改元当時                   | 最終年 | 在位年日数 | 天皇名            |
| 元号名 （読み） | 初日                      | 最終日                     | 初日                      | 最終日                     | 最終年 | 在位年日数 | 天皇名            |
| --- | ------------------------- | -------------------------- | ------------------------- | -------------------------- | ------ | ---------- | ----------------- |
| 平成 （へいせい） | 平成元年（1989年） 1月8日 | 平成31年（2019年） 4月30日 | 平成元年（1989年） 1月8日 | 平成31年（2019年） 4月30日 | 31年   | 30年113日  | 明仁 （上皇）     |
| 皇室典範の規定に従い、昭和天皇の崩御に伴う皇太子明仁親王の即位（皇位継承）により、元号法並びに元号を改める政令（昭和64年政令第1号）に基づき改元。       |                           |                            |                           |                            |        |            |                   |
| 令和 （れいわ） | 令和元年（2019年） 5月1日 |                            | 令和元年（2019年） 5月1日 |                            | 7年    | 6年41日    | 徳仁 （今上天皇） |
| 天皇の退位等に関する皇室典範特例法の施行による、明仁から皇太子徳仁親王への譲位に伴い、元号法並びに元号を改める政令（平成31年政令第143号）に基づき改元。 |                           |                            |                           |                            |        |            |                   |

## 中央政府以外の元号
- 私年号

## 符号位置（明治から令和まで）
| 記号 | Unicode | JIS X 0213 | 文字参照          | 名称 |
| ---- | ------- | ---------- | ----------------- | ---- |
| ㍾   | U+337E  | 1-13-77    | &#x337E; &#13182; | 明治 |
| ㍽   | U+337D  | 1-13-78    | &#x337D; &#13181; | 大正 |
| ㍼   | U+337C  | 1-13-79    | &#x337C; &#13180; | 昭和 |
| ㍻   | U+337B  | 1-13-63    | &#x337B; &#13179; | 平成 |
| ㋿   | U+32FF  | -          | &#x32FF; &#13055; | 令和 |